# 山梨青年師範学校
| 山梨青年師範学校 （山梨青師） | 山梨青年師範学校 （山梨青師） |
| ----------------------------- | ----------------------------- |
| 創立                          | 1944年                        |
| 所在地                        | 山梨県甲府市                  |
| 初代校長                      | 府瀬川熊司                    |
| 廃止                          | 1951年                        |
| 後身校                        | 山梨大学                      |
| 同窓会                        | 徽典会                        |

山梨青年師範学校 （やまなしせいねんしはんがっこう） とは、1944年 （昭和19年） に設立された青年師範学校である。

## 概要
- 1921年（大正10年）設立の山梨県実業補習学校教員養成所を起源とする。
- 1944年、山梨県立青年学校教員養成所（1935年設立）の国への移管により山梨青年師範学校となった。
- 第二次世界大戦後の学制改革により、新制山梨大学学芸学部（現・教育学部）の母体の一つとなった。

## 沿革
- 1921年4月： 山梨県実業補習学校教員養成所を設置[1]。
- 1927年3月： 甲府市伊勢町（現・伊勢[2]）の県立農林学校内に山梨県実業学校教員養成所を設置。
  - 修業年限1年。
- 1933年： 西山梨郡相川村（現・甲府市武田）の山梨県師範学校校内に移転。
  - このころ 2年制となる。
- 1935年4月： 山梨県立青年学校教員養成所と改称。
- 1938年3月： 寮舎を設置。全寮制となる。
- 1944年4月1日： 官立移管され山梨青年師範学校設置（本科3年制）。
  - 男子部・女子部ともに、山梨師範学校に併設。
- 1945年7月： 甲府空襲で男子部校舎焼失。
- 1945年9月： 授業再開。男子部は師範学校附属国民学校の焼残り校舎を使用。
- 1947年6月： 甲府市古府中町（現・北新）の旧陸軍六三部隊兵舎跡に移転。
  - 男子部・女子部校地を統合。
- 1949年5月31日： 新制山梨大学発足。
  - 山梨師範学校と共に学芸学部の母体として包括された。
- 1951年3月： 旧制山梨青年師範学校、廃止。

## 歴代校長
山梨県実業学校教員養成所・山梨県立青年学校教員養成所
- 所長： 佐藤陽太郎 （1927年 - 1932年）
- 所長： 太田章一 （1932年 - 1939年）
  - 以降、師範学校校長と兼務。
- 所長： 真野常雄 （1939年 - 1943年）

官立山梨青年師範学校
- （兼）校長： 府瀬川熊司 （1944年 - 1945年11月24日[3]）
- （兼）校長： 杉山隆二 （1945年11月24日[3] - 1950年）
  - 新制山梨大学学芸学部 初代学部長

## 校地の変遷と継承
山梨青年師範学校の男子部は甲府市古府中町（現・武田4丁目）の山梨師範学校男子部に、女子部は東山梨郡加納岩村（現・山梨市上神内川）の山梨師範学校女子部に併設されて発足した。1945年7月の空襲で男子部校舎を焼失し、同年9月の授業再開時には師範学校附属国民学校の一部を使用した。1947年6月、師範学校男子部が仮校舎 （旧陸軍六三部隊兵舎跡） から元の校地に復帰するのと入れ替わりに、旧陸軍六三部隊兵舎跡に移転した。このとき、女子部も加納岩校地から男子部校地に統合された （六三部隊兵舎跡には、ほかに旧制山梨県立高等学校も存在した）。現在、六三部隊兵舎跡一帯（甲府市北新）には、山梨大学教育学部附属小学校・中学校などが建てられている。

## 参考書籍
- 学芸学部沿革史編集委員会（編） 『山梨大学学芸学部沿革史』 山梨大学学芸学部、1964年。